# Кікапу-Сайт-Севен (Канзас)
Кікапу-Сайт-Севен (англ. Kickapoo Site 7) — переписна місцевість (CDP) в США, в окрузі Браун штату Канзас. Населення — 104 особи (2020).

## Географія
Кікапу-Сайт-Севен розташований за координатами 39°41′22″ пн. ш. 95°40′17″ зх. д. / 39.68944° пн. ш. 95.67139° зх. д. (39.689531, -95.671328).  За даними Бюро перепису населення США в 2010 році переписна місцевість мала площу 1,31 км², уся площа — суходіл.

## Демографія
Згідно з переписом 2010 року, у переписній місцевості мешкало 66 осіб у 21 домогосподарстві у складі 18 родин. Густота населення становила 50 осіб/км².  Було 23 помешкання (17/км²).
Расовий склад населення:
| - 95,5 % — корінних американців - 4,5 % — білих |

До двох чи більше рас належало 0,0 %. Частка іспаномовних становила 6,1 % від усіх жителів.
За віковим діапазоном населення розподілялося таким чином: 36,4 % — особи молодші 18 років, 57,5 % — особи у віці 18—64 років, 6,1 % — особи у віці 65 років та старші. Медіана віку мешканця становила 22,7 року. На 100 осіб жіночої статі у переписній місцевості припадало 53,5 чоловіків;  на 100 жінок у віці від 18 років та старших — 50,0 чоловіків також старших 18 років.
Середній дохід на одне домашнє господарство  становив 48 459 доларів США (медіана — 23 333), а середній дохід на одну сім'ю — 63 190 доларів (медіана — 37 500). За межею бідності перебувало 27,9 % осіб, у тому числі 40,0 % дітей у віці до 18 років та 20,0 % осіб у віці 65 років та старших.
Цивільне працевлаштоване населення становило 15 осіб. Основні галузі зайнятості: публічна адміністрація — 53,3 %, освіта, охорона здоров'я та соціальна допомога — 26,7 %, мистецтво, розваги та відпочинок — 20,0 %.